# 요네다 유코
요네다 유코(米田祐子, 1979년 9월 8일 ~ )는 2000년 하계 올림픽에 출전한 일본의 아티스틱스위밍 선수이다. 아티스틱스위밍 선수인 요네다 요코의 여동생이기도 하다.